# Alexander Sergejewitsch Jegorow
Alexander Sergejewitsch Jegorow (russisch Александр Сергеевич Егоров; * 26. Oktober 1985 in Kandalakscha) ist ein russischer Naturbahnrodler. Er startet auch im Einsitzer, erzielt seine größten Erfolge aber im Doppelsitzer. Zusammen mit seinem Partner Pjotr Popow wurde er 2007 Vizeweltmeister, gewann acht Bronzemedaillen und eine Silbermedaille bei Europameisterschaften und wurde 2005 Junioreneuropameister. Im Weltcup gewann das Doppel bisher drei Rennen und erreichte weitere 33 Podestplätze. 

## Karriere

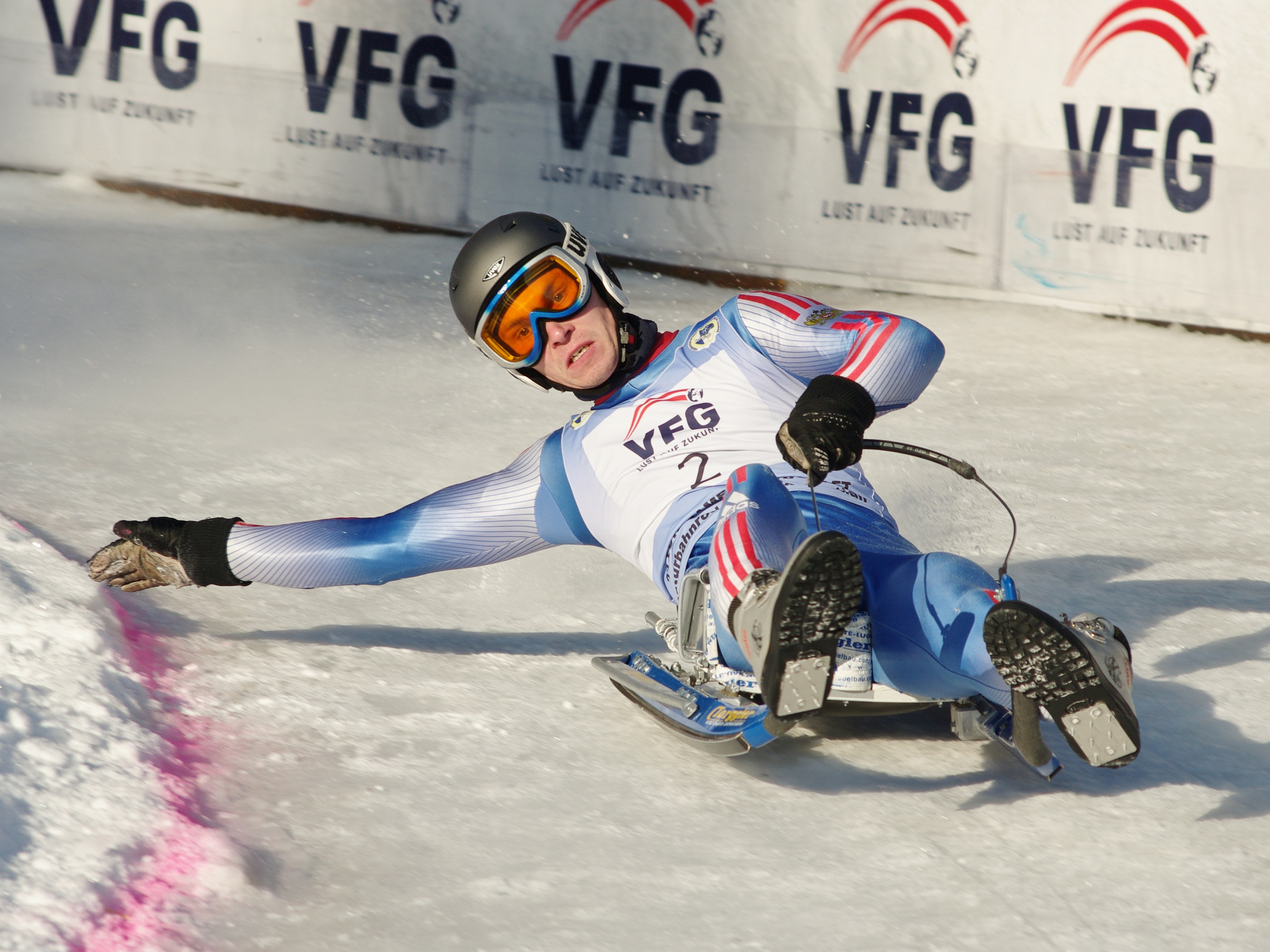
Alexander Jegorow bei der EM 2010

Seinen ersten Auftritt in einem internationalen Wettkampf hatte Alexander Jegorow am 19. Januar 2003 im Weltcuprennen von Moskau, wo er zusammen mit Pjotr Popow den elften und vorletzten Platz im Doppelsitzer belegte. Popow, der zuvor mit Michail Trufanow fuhr, blieb von nun an sein Doppelsitzer-Partner. Zwei Wochen nach dem Weltcupdebüt erzielte Jegorow bei der Junioreneuropameisterschaft 2003 in Kreuth den zwölften Platz im Einsitzer und mit Popow Rang fünf im Doppelsitzer. Eine weitere Woche später belegte das Duo Jegorow/Popow den zehnten Platz bei der Weltmeisterschaft 2003 in Železniki, im Einsitzer kam Jegorow auf Rang 31. Wie in der vorigen Saison nahmen Jegorow/Popow auch in der Saison 2003/2004 nur am Weltcuprennen in Moskau teil. Diesmal erreichten sie den sechsten Platz von acht gewerteten Doppelsitzern. Bei der Juniorenweltmeisterschaft 2004 in Kindberg fuhr Jegorow auf Platz 14 im Einsitzer sowie Rang vier im Doppelsitzer und bei der Europameisterschaft 2004 in Hüttau auf Platz 22 im Einsitzer und Rang sechs im Doppelsitzer.
In den nächsten beiden Jahren starteten Alexander Jegorow und Pjotr Popow bereits in mehreren Weltcuprennen. In der Saison 2004/2005 nahmen sie an vier von sechs Rennen teil, kamen jedes Mal unter die besten acht und belegten damit im Gesamtweltcup den achten Platz. Am 23. Januar 2005 startete Alexander Jegorow in Latzfons auch erstmals im Einsitzer in einem Weltcuprennen und belegte dabei Platz 26. In der Saison 2005/2006 starteten sie in den ersten drei Weltcuprennen, erzielten in Longiarü und Olang jeweils den fünften Platz und in Kindberg Rang acht und wurden damit Siebente im Doppelsitzer-Gesamtweltcup. Im Einsitzer nahm Jegorow in diesem Winter an keinem Weltcuprennen teil. Große Erfolge erzielte Alexander Jegorow bei der Junioreneuropameisterschaft 2005 in seinem Heimatort Kandalakscha. Zusammen mit Pjotr Popow wurde er mit fast drei Sekunden Vorsprung auf die Österreicher Mario Schernthaner und Siegfried Truppe Junioreneuropameister im Doppelsitzer. Zuvor war dies schon zwei russischen Doppelsitzerpaaren gelungen. Im Einsitzer erreichte Jegorow mit seinem fünften Platz als bisher einziger Russe eine Top-10-Platzierung bei Junioreneuropameisterschaften. Bei der einen Monat davor ausgetragenen Weltmeisterschaft 2005 in Latsch wurde er 24. im Einsitzer, Siebenter im Doppelsitzer und ebenfalls Siebenter mit dem Team Russland II im Mannschaftswettbewerb, zusammen mit Julija Wetlowa, Denis Alimow und Roman Molwistow. Bei der Europameisterschaft 2006 in Umhausen erzielten Jegorow/Popow den achten Platz im Doppelsitzer, im Einsitzer startete Jegorow diesmal nicht.
Seit der Saison 2006/2007 sind Alexander Jegorow und Pjotr Popow in allen Weltcuprennen am Start und feierten am 14. Januar 2007 in Umhausen ihren ersten und bisher einzigen Weltcupsieg, als sie 16 Hundertstelsekunden vor dem russischen Nummer-eins-Doppel Pawel Porschnew und Iwan Lasarew ins Ziel kamen. Ein weiterer Podestplatz – Rang drei am 9. Februar in Moos in Passeier – sowie insgesamt fünf Platzierungen unter den besten sieben verhalfen ihnen zum vierten Platz im Gesamtweltcup und damit zu ihrem bisher besten Ergebnis im Gesamtklassement. Auch im Einsitzer war Alexander Jegorow wieder am Start. Er nahm an vier der sechs Weltcuprennen teil, fuhr dreimal unter die schnellsten 20 und erzielte als bestes Ergebnis den 15. Platz in Longiarü, womit er 23. im Einsitzer-Weltcup wurde und damit ebenfalls sein bestes Gesamtergebnis erzielte. Ihre gute Form zeigten Alexander Jegorow und Pjotr Popow auch bei der Weltmeisterschaft 2007 im kanadischen Grande Prairie, wo sie mit 1,42 Sekunden Rückstand auf ihre Landsmänner Porschnew/Lasarew die Silbermedaille im Doppelsitzer gewannen und zudem gemeinsam mit Julija Wetlowa als Team Russland II Vierte im Mannschaftswettbewerb wurden. Am Einsitzerwettbewerb nahm Jegorow nicht teil.
In der Saison 2007/2008 startete Alexander Jegorow wieder nur im Doppelsitzer. Das Duo Jegorow/Popow erzielte zunächst zwei siebente Plätze, kam dann zweimal unter die besten fünf und beendete die Saison mit zwei dritten Plätzen in Železniki, womit sie im Gesamtweltcup den fünften Platz erreichten. Bei der Europameisterschaft 2008 in Olang gewannen sie hinter ihren Landsmännern Porschnew/Lasarew und den Italienern Patrick Pigneter und Florian Clara die Bronzemedaille. Im Einsitzer fuhr Alexander Jegorow auf Platz 15 und erzielte damit das beste Resultat, das bis dahin einem russischen Naturbahnrodler im Einsitzer bei Europameisterschaften gelang. Zuvor war der 17. Platz von Denis Alimow bei der EM 1999 das beste Ergebnis gewesen. In der Saison 2008/2009 blieben Jegorow/Popow ohne Podestplatz. Ihr bestes Resultat war der vierte Rang in Deutschnofen, zweimal kamen sie auf Platz fünf und alle anderen Rennen beendeten sie zumindest unter den besten acht. Im Gesamtweltcup fielen sie jedoch auf Platz sieben zurück – lediglich einen Punkt hinter den sechstplatzierten Christian Schatz und Gerhard Mühlbacher. Alexander Jegorow bestritt auch wieder drei Weltcuprennen im Einsitzer, wurde zweimal 15. und einmal 21. und im Gesamtweltcup 28. Bei der Weltmeisterschaft 2009 in Moos in Passeier fuhr Jegorow als bester Russe auf Platz 22 im Einsitzer, während das Duo Jegorow/Popow im Doppelsitzer unmittelbar hinter ihren Teamkollegen Porschnew/Lasarew den fünften Platz belegte. Im Mannschaftswettbewerb kamen Alexander Jegorow und Pjotr Popow – wiederum mit Julija Wetlowa als Team Russland II – auf den achten Platz.

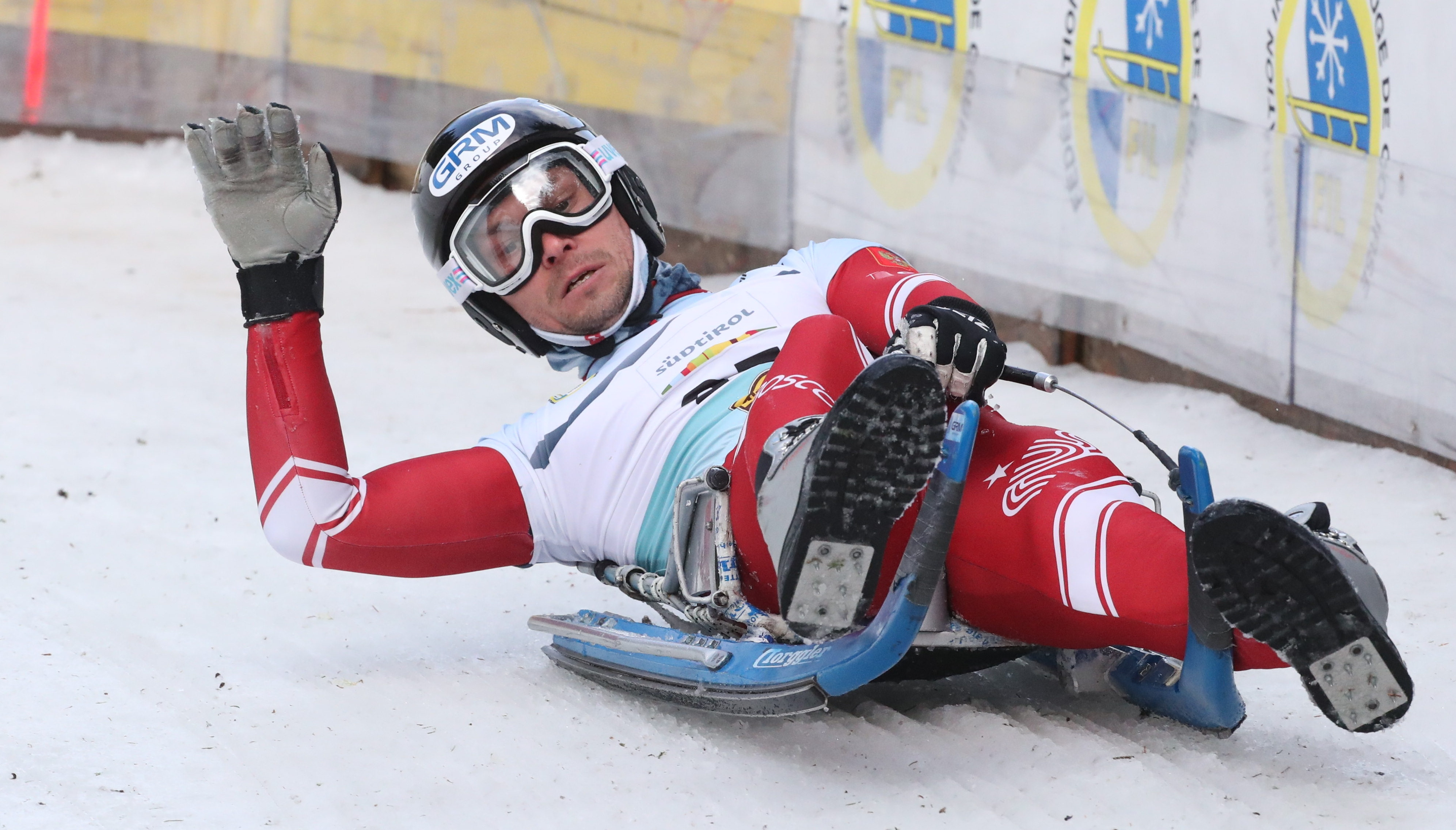
Jegorow beim Weltcup in Mariazell (2022)

Zu Beginn der Saison 2009/2010 gelangen Jegorow/Popow wieder zwei Podestplätze im Weltcup; sie erzielten in Nowouralsk den dritten und den zweiten Platz. Danach kamen sie jedoch in keinem Weltcuprennen mehr unter die besten fünf und konnten sich im Gesamtweltcup nur um einen Platz auf Rang sechs verbessern. Im Einsitzer startete Alexander Jegorow in zwei Weltcuprennen und erzielte dabei Platzierungen um Rang 20. Bei der Europameisterschaft 2010 in St. Sebastian gewannen Jegorow/Popow wie schon vor zwei Jahren in Olang die Bronzemedaille im Doppelsitzer – diesmal hinter Patrick Pigneter und Florian Clara sowie den Polen Andrzej Laszczak und Damian Waniczek. Im Einsitzer erreichte Alexander Jegorow ebenfalls wie vor zwei Jahren wieder als bester Russe den 15. Platz. Zudem wurden Alexander Jegorow und Pjotr Popow – zusammen mit Jekaterina Lawrentjewa erstmals im Team Russland I startend – Fünfte im Mannschaftswettbewerb. Im ersten Rennen der Saison 2010/2011 erreichte Alexander Jegorow mit Platz elf in Nowouralsk sein bisher bestes Einsitzer-Ergebnis im Weltcup. Allerdings war dies auch sein einziger Einsitzer-Start in diesem Winter. Auch im Doppelsitzer nahmen Jegorow/Popow nur an den ersten beiden Weltcuprennen in Nowouralsk teil, wo sie die Plätze fünf und drei belegten.
In der Saison 2011/2012 starteten Jegorow/Popow wieder in fünf der sechs Weltcuprennen, belegten Plätze zwischen Rang fünf und Rang zehn und wurden Neunte im Gesamtweltcup. Im Einsitzer nahm Jegorow an vier Rennen teil. Er erzielte als bestes Resultat einen 13. Platz in Nowouralsk und egalisierte mit dem 23. Gesamtrang sein bisher bestes Einsitzer-Gesamtergebnis. Bei der Europameisterschaft 2012 in Nowouralsk belegte Jegorow zum dritten Mal in Folge den 15. Platz im Einsitzer, während er im Doppel mit Pjotr Popow Siebter wurde. Den Mannschaftswettbewerb beendeten Jegorow/Popow mit Ljudmila Aksenenko und Stanislaw Kowschik im Team Russland II an sechster Stelle.

## Erfolge

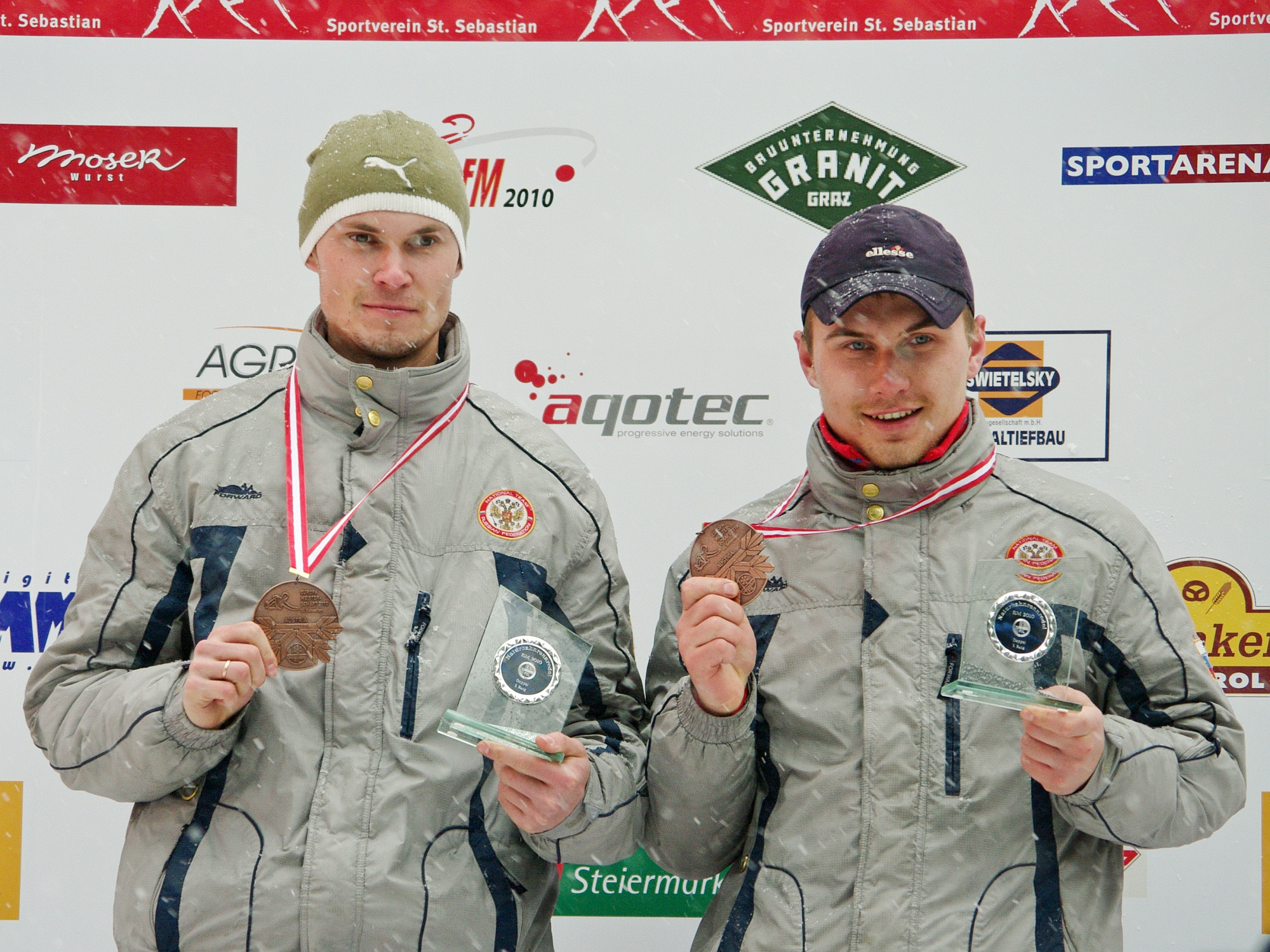
Alexander Jegorow (links) und Pjotr Popow während der Doppelsitzer-Siegerehrung der Europameisterschaft 2010

(Doppelsitzer mit Pjotr Popow)

### Weltmeisterschaften
- Železniki 2003: 31. Einsitzer, 10. Doppelsitzer
- Latsch 2005: 24. Einsitzer, 7. Doppelsitzer, 7. Mannschaft
- Grande Prairie 2007: 2. Doppelsitzer, 4. Mannschaft
- Moos in Passeier 2009: 22. Einsitzer, 5. Doppelsitzer, 8. Mannschaft
- Deutschnofen 2013: 4. Doppelsitzer, 16. Einsitzer
- Sankt Sebastian 2015: 5. Doppelsitzer, 12. Einsitzer
- Vatra Dornei 2017: 8. Einsitzer
- Latzfons 2019: 6. Doppelsitzer, 9. Einsitzer
- Umhausen 2021: 3. Mannschaft, 5. Doppelsitzer, 7. Einsitzer

### Europameisterschaften
- Hüttau 2004: 22. Einsitzer, 6. Doppelsitzer
- Umhausen 2006: 8. Doppelsitzer
- Olang 2008: 15. Einsitzer, 3. Doppelsitzer
- St. Sebastian 2010: 15. Einsitzer, 3. Doppelsitzer, 5. Mannschaft
- Nowouralsk 2012: 15. Einsitzer, 7. Doppelsitzer, 6. Mannschaft
- Umhausen 2014: 3. Doppelsitzer, 13. Einsitzer
- Passeier 2016: 3. Mannschaft, 6. Doppelsitzer, 10. Einsitzer
- Obdach 2018: 3. Doppelsitzer, 3. Mannschaft, 8. Einsitzer
- Moskau 2020: 2. Einsitzer, 3. Mannschaft, 5. Doppelsitzer
- Laas 2022: 3. Mannschaft, 5. Doppelsitzer, 7. Einsitzer

### Juniorenweltmeisterschaften
- Kindberg 2004: 14. Einsitzer, 4. Doppelsitzer

### Junioreneuropameisterschaften
- Kreuth 2003: 12. Einsitzer, 5. Doppelsitzer
- Kandalakscha 2005: 5. Einsitzer, 1. Doppelsitzer

### Weltcup
- 3× 2. Gesamtrang im Doppelsitzer-Weltcup in den Saisonen 2013/14, 2014/15 und 2018/19
- 2× 3. Gesamtrang im Doppelsitzer-Weltcup in den Saisonen 2015/16 und 2017/18
- Zwei Podestplätze im Einsitzer, davon ein Sieg:
- 36 Podestplätze im Doppelsitzer, davon drei Siege:

| Datum           | Ort      | Land       | Disziplin    |
| --------------- | -------- | ---------- | ------------ |
| 14. Januar 2007 | Umhausen | Österreich | Doppelsitzer |
| 4. Januar 2015  | Laas     | Italien    | Doppelsitzer |
| 25. Januar 2016 | Moskau   | Russland   | Einsitzer    |
| 15. Januar 2017 | Moskau   | Russland   | Doppelsitzer |